# Dongdong
Dongdong är en köping i nordvästra Kina. Den ligger i stadsdistriktet Suzhou i staden Jiuquan i provinsen Gansu, omkring 590 kilometer nordväst om provinshuvudstaden Lanzhou. Antalet invånare är 7 437. Befolkningen består av 3 631 kvinnor och 3 806 män. Barn under 15 år utgör 19,0 %, vuxna 15-64 år 71 %, och äldre över 65 år 9,0 %.